# 摩尔达维亚公国
摩尔达维亚公国（羅馬尼亞語：Principatul Moldovei），是一个曾存在于1349年-1859年之间的大公国，也是一个历史与地理概念。原摩尔达维亚的领土分别位于今乌克兰、摩尔多瓦，以及罗马尼亚境内。
一般认为摩尔达维亚的第一位统治者是德拉戈什。德拉戈什于14世纪初随匈牙利军队进入摩尔达维亚地区，后来成为当地的领主，但承认匈牙利的宗主权。约1349年，摩尔达维亚不再承认匈牙利的宗主地位，成为一个独立国家。此后，摩尔达维亚逐步扩张，极盛时领土南至黑海、西至特兰西瓦尼亚、北至德涅斯特河。外交方面，摩尔达维亚最初要应付来自匈牙利与波兰的压力。15世纪后，随奥斯曼帝国崛起，奥斯曼土耳其又成为摩尔达维亚的主要威胁。斯特凡三世（即斯特凡大公）时期，他曾尝试对抗奥斯曼帝国，但后来的君主终难以对抗奥斯曼帝国，决定向奥斯曼帝国纳贡。16世纪中期，摩尔达维亚完全沦为奥斯曼帝国的附庸，但国内得以保持自治。此后，除16世纪末17世纪初前后勇敢的米哈伊曾短暂联合起罗马尼亚诸公国以及1601–1618年之间摩尔达维亚曾短暂依附于波兰外，摩尔达维亚几乎一直都是奥斯曼帝国的附庸国。随奥斯曼帝国影响力不断加强，18世纪之后，奥斯曼帝国甚至开始任命希腊人而非过去的统治王朝为摩尔达维亚大公。
18世纪以后，在奥斯曼帝国衰落、俄罗斯帝国崛起的大背景下，虽然摩尔达维亚名义上还是奥斯曼帝国的附庸国，实际上俄国对摩尔达维亚的影响已不断加大。这一时期，摩尔达维亚也不断丢失领土。1774年，摩尔达维亚被迫将北部的布科维纳割让给奥地利。1812年，东部的比萨拉比亚地区被割让给俄国。俄国于克里米亚战争中失败后，根据1856年《巴黎条约》，摩尔达维亚与另一个位于罗马尼亚地区的公国瓦拉几亚不再是俄国的保护国。此后，瓦拉几亚与摩尔达维亚虽然名义上仍承认奥斯曼帝国的宗主权，但实际上已拥有高度自治权。1859年，瓦拉几亚大公亚历山德鲁·约安·库扎将瓦拉几亚与摩尔达维亚合并为罗马尼亚联合公国，即现代罗马尼亚的前身。
现代国家摩尔多瓦名称取自摩尔达维亚的罗马尼亚语发音，但该国的领域实际上位于19世纪割让给俄国的比萨拉比亚地区，摩尔达维亚公国的其余部分今分属罗马尼亚、乌克兰两国。

## 历史

### 早期历史
包括摩尔达维亚地区在内的达契亚人地区于2世纪被罗马皇帝图拉真征服，成为罗马帝国的一部分。在罗马帝国对这一地区的开发中，许多罗马人迁移到达契亚人的地区定居。这些罗马人还曾与当地的达契亚人通婚，形成了达契亚—罗马人族群，一部分达契亚人逐渐罗马化。3世纪时，罗马帝国遭遇内部危机，不得不放弃达契亚地区。罗马的军队与政府人员的撤离大约开始于公元271年。到公元275年，罗马的军队与政府人员完全放弃了这一地区:24-35。4世纪时，君士坦丁大帝曾短暂在达契亚地区重建统治，但这一地区很快便再度被放弃:37:155。
罗马人撤离后，摩尔达维亚等地多次遭受佩切涅格人、突厥人、匈人与鞑靼人等游牧民族入侵。这一时期，滞留在当地的达契亚—罗马人开始与斯拉夫人融合，罗马尼亚语也肇始于这一时期。12世纪末，摩尔达维亚地区处于瓦拉几人与斯拉夫人、鞑靼人混居状态。相较瓦拉几亚等地，位于较东侧的摩尔达维亚受入侵的影响最严重。13世纪，瓦拉几亚成为一个独立国家时，摩尔达维亚地区仍被鞑靼人控制着:37-43:38-40。

### 建国
一般认为摩尔达维亚是由德拉戈什建立的。德拉戈什的故乡马拉穆列什位于喀尔巴阡山脉之中，当时由匈牙利统治。14世纪初，德拉戈什带领一众瓦拉几人随匈牙利军队东征、进入摩尔达维亚地区。后来，他受封为匈牙利国王的封臣，成为当地一座边境城市的领主，是为摩尔达维亚历史的开端。约1349年，摩尔达维亚不再接受匈牙利的宗主地位，成为一个独立国家:42-43。

### 沦为附庸
随着奥斯曼帝国的崛起，地处巴尔干半岛的摩尔达维亚日益受到奥斯曼土耳其的威胁。摩尔达维亚曾参与瓦迪斯瓦夫三世的十字军，但此战却以瓦迪斯瓦夫三世的惨败而告终。摩尔达维亚于15世纪中叶开始向奥斯曼帝国纳贡。15世纪下半叶斯特凡三世统治期间，摩尔达维亚一度击退奥斯曼入侵，但最终还是不敌军力强大的奥斯曼帝国，于1531年正式成为奥斯曼帝国的附庸国。

### 反抗
成为奥斯曼帝国附庸后，摩尔达维亚对奥斯曼帝国统治的反抗始终未消失。16世纪末勇敢的米哈伊在位时，曾一度短暂统一瓦拉几亚、特兰西瓦尼亚，以及摩尔达维亚三个罗马尼亚人国家，但这次统一终究昙花一现，不久后奥斯曼帝国重新夺回瓦拉几亚和摩尔达维亚，而特兰西瓦尼亚则是成为哈布斯堡奥地利的领地:67-69。

## 名称

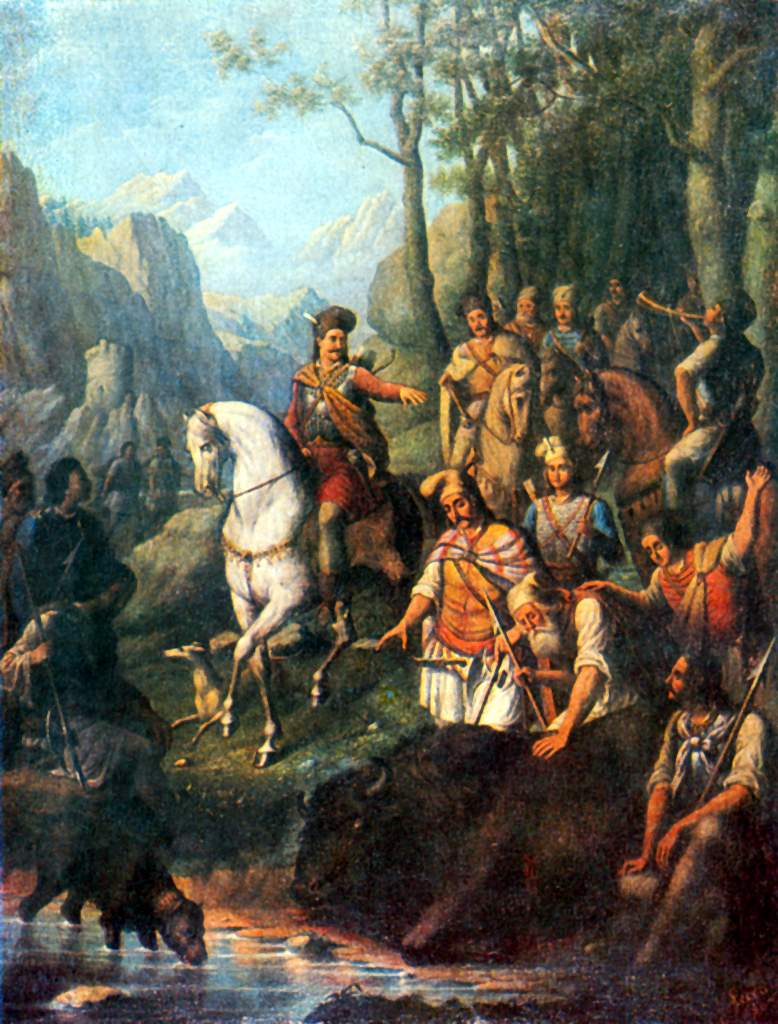
描绘摩尔达维亚大公德拉戈什狩猎野牛传说的油画

可以肯定的是，摩尔达维亚或摩尔多瓦的名称源于摩尔多瓦河。但关于摩尔达维亚/摩尔多瓦的词源，目前学界尚无定论。根据摩尔达维亚的传说，摩尔达维亚开国君主德拉戈什一次带自己的猎犬Molda狩猎一头野牛，最后在一条河边成功猎杀这头野牛，但他的猎犬Molda却不幸在河中淹死。于是，这条河便被德拉戈什命名为摩尔多瓦河，进而成为摩尔达维亚的国名。而摩尔达维亚纹章与旗帜上的牛头正是源于那头被猎杀的野牛头。也有说法认为摩尔达维亚的名称源于古德语词Molde（意为露天矿井）或哥特语词𐌼𐌿𐌻𐌳𐌰（拉丁转写Mulda，意为灰尘、污垢），抑或摩尔达维亚是由Molda加上表示归属的斯拉夫语词根-ova组成的。
另外，奥斯曼帝国也将摩尔达维亚称为“黑瓦拉几亚”（土耳其語：Kara-Eflak）。

## 社会
1562年，科特纳里成立了一所拉丁语学院，标志着摩尔达维亚现代教育的开端。1640年，摩尔达维亚大公瓦西里·卢普建立起罗马尼亚第一所高等教育机构瓦西里学院。1835年，摩尔达维亚成立第一间高等研究院。1860年，摩尔达维亚成立第一所近现代大学亚历山德鲁伊万库扎大学。
摩尔达维亚长期存在奴隶制度。大部分奴隶是罗姆人，也有一些奴隶是鞑靼人。摩尔达维亚的鞑靼人奴隶基本都是在与诺盖汗国和克里米亚汗国的战争中俘虏的。直到19世纪，摩尔达维亚的奴隶制度才在自由主义者主导的改革中废除。1844年，摩尔达维亚解放了所有属于国家和教会的奴隶。随着废奴运动得到摩尔达维亚舆论的同情，1855年，摩尔达维亚宣布所有奴隶都得到公民地位。

## 人口
12世纪摩尔达维亚建国之前，当地处于瓦拉几人与斯拉夫人、鞑靼人混居状态。
根据历史学家的估算，15世纪时摩尔达维亚地区的人口大约为250,000-600,000人。1859年与瓦拉几亚合并时，摩尔达维亚剩余的部分人口为1,463,927。1848年时，割让给奥地利的布科维纳地区人口为377,571人。1856年时，割让给俄国的比萨拉比亚地区人口为1,463,927人。